# Liste des universités d'Istanbul

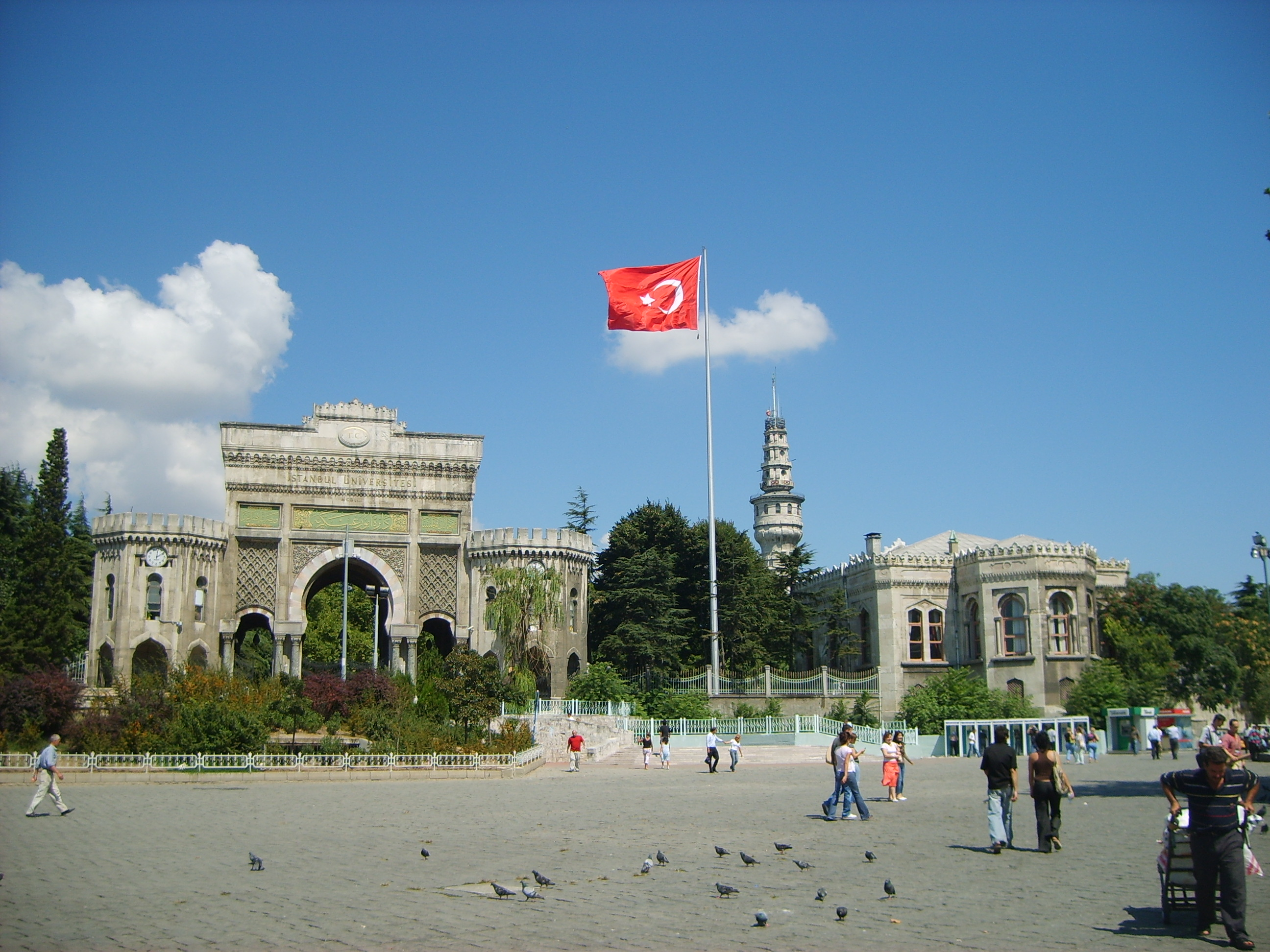
Porte d'entrée de L'université d'Istanbul.

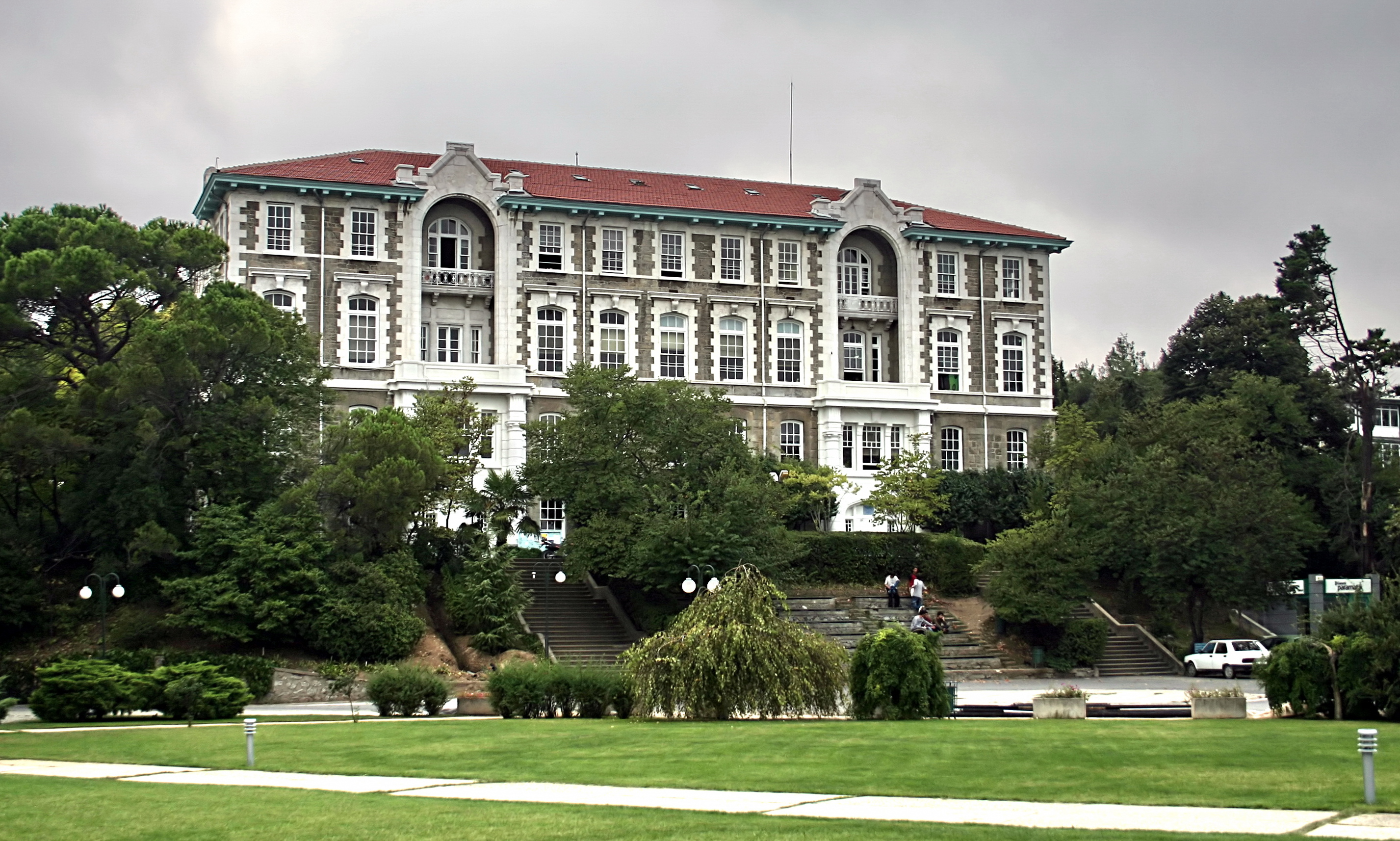
Campus sud du Boğaziçi University.

## Les universités d'état
| Nom                                     | Date de fondation                                     | Localisation du campus |
| --------------------------------------- | ----------------------------------------------------- | --- |
| İstanbul Üniversitesi                   | 1453 (légalement reconnue par la loi no 2252 en 1933) | Avcılar, Bahçeköy, Bakırköy, Beyazıt, Büyükçekmece, Cerrahpaşa, Çapa, Horhor, Kadıköy, Laleli, Şişli, Vefa, Vezneciler     |
| İstanbul Teknik Üniversitesi            | 1773 (tanınması[Quoi ?] 1944)                         | Maslak, Maçka, Taşkışla, Gümüşsuyu, Tuzla                                                                                  |
| Boğaziçi Üniversitesi                   | 1863, (reconnue en 1971)                              | Bebek(Kuzey, Güney, Uçaksavar, Hisar kampüsleri), Kandilli, Kilyos                                                         |
| Mimar Sinan Güzel Sanatlar Üniversitesi | 1882 (reconnue en 1982 )                              | Fındıklı, Beyoğlu |
| Marmara Üniversitesi                    | 1883 (reconnue en 1982)                               | Göztepe, Haydarpaşa, Bağlarbaşı, Başıbüyük, Kartal, Anadoluhisarı, Acıbadem, Bahçelievler, Nişantaşı, Sultanahmet, Beyazıt |
| Yıldız Teknik Üniversitesi              | 1911 (reconnue en 1982)                               | Davutpaşa, Beşiktaş, Ayazağa                                                                                               |
| Galatasaray Üniversitesi                | 1994                                                  | Ortaköy, Beşiktaş |
| Türk-Alman Üniversitesi                 | 2010                                                  | Beykoz |
| İstanbul Medeniyet Üniversitesi         | 2010                                                  | Kadıköy, Üsküdar, Maltepe                                                                                                  |
| Türkiye Sağlık Bilimleri Üniversitesi   | 2015                                                  | Üsküdar |
| Deniz Harp Okulu                        | 1773 (1985)                                           | Tuzla |
| Hava Harp Okulu                         | 1951                                                  | Yeşilköy |